# 자마엘프나
자마엘프나(아랍어: ساحة جماع الفناء)는 모로코 마라케시 구시가지에 있는 광장이다.